# أكتيرسكيي
أكتيرسكيي (بالروسية: Ахтырский) هي مدينة في مقاطعة كراسنودار كراي في روسيا.